# Сеульская премия мира
Сеу́льская пре́мия ми́ра (англ. Seoul Peace Prize, кор. 서울 평화상) — награда, учреждённая в 1990 году Правительством Республики Корея в ознаменование успеха Летних Олимпийских игр 1988 года. Присуждается раз в два года. Лауреаты премии награждаются дипломом, мемориальной доской и денежным гонораром.

## История и концепция
Премия учреждена Правительством Республики Корея в ознаменование успеха Летних Олимпийских игр 1988 года, состоявшихся в Сеуле, в которых приняли участие 160 стран. Сеульская премия мира была учреждена с целью выразить стремление корейского народа к миру на Корейском полуострове и во всем мире. Группа номинантов, Культурный фонд Сеульской премии мира (Seoul Peace Prize Cultural Foundation), состоит из 500 граждан Кореи и 800 граждан других стран. Лауреат получает диплом, мемориальную доску и гонорар в размере 200 000 долларов США.
Ряд лауреатов премии был также награждён Нобелевской премией мира, в том числе «Врачи без границ» и врач из Бангладеш Мухаммад Юнус.

## Лауреаты
С 1990 года лауреатами Премии стали следующие общественные деятели и организации:
| Год      | Получатель                              | Страна                           |
| -------- | --------------------------------------- | -------------------------------- |
| 1990 год | Хуан Антонио Самаранч                   | Испания                          |
| 1992 год | Джордж Шульц                            | США                              |
| 1996 год | «Врачи без границ»                      | Швейцария                        |
| 1998 год | Кофи Аннан                              | Гана                             |
| 2000 г.  | Садако Огата                            | Япония                           |
| 2002 г.  | Оксфам                                  | Великобритания                   |
| 2004 г.  | Вацлав Гавел                            | Чешская Республика               |
| 2006 г.  | Мухаммад Юнус                           | Бангладеш                        |
| 2008 год | Сюзанна Шольте (Suzanne Scholte)        | США                              |
| 2010 год | Хосе Антонио Абреу (José Antonio Abreu) | Венесуэла                        |
| 2012 год | Пан Ги Мун                              | Южная Корея                      |
| 2014 год | Ангела Меркель                          | Германия                         |
| 2016 год | Денис Муквеге                           | Демократическая Республика Конго |
| 2018 год | Нарендра Моди                           | Индия                            |
| 2020 год | Томас Бах                               | Германия                         |
| 2022 год | Тим Бернерс-Ли                          | Великобритания                   |